# The Godz
The Godz est un groupe de rock avant-gardiste, à l'esprit proche des dadaïstes, américain. Bien que nettement moins connu que le Velvet Underground, il s'agit de l'une des grandes figures du rock expérimental new-yorkais, et à ce titre les ancêtres de la No wave, de Sonic Youth etc.

## Biographie
Formé en 1965 par Jay Dillon, Larry Kessler, Jim McCarthy et Paul Thornton, les Godz sortent leur premier album, Contact High With The Godz, en 1966, chez ESP-Disk, maison de disques réputée pour laisser une totale liberté aux artistes. Elle avait déjà à son actif des disques free-jazz d'Ornette Coleman, Pharoah Sanders, Sun Ra, Albert Ayler... Ce sera aussi la maison de disques des Fugs, des Holy Modal Rounders, de Pearls Before Swine.
Ce premier album des Godz obtient immédiatement la réputation d'être le disque de rock le plus atroce de tous les temps[réf. nécessaire]. Le disque contient une suite de morceaux folk, agrémentés d'un harmonica, d'une flûte en plastique, d'une basse, d'un banjo selon l'humeur. Sur l'instrumental Squeak, on entend le violon est très grinçant et quelques rythmes tribaux de batteries, et cela plusieurs mois avant le premier album du Velvet Underground. Les paroles consistent souvent en un mot, une phrase, voire des grognements. L'ensemble est joué avec une certaine jubilation frénétique et le groupe parvient finalement à créer des chansons drôles (comme Eleven). Avec le recul, il apparaît que cet album préfigure tout à la fois le punk que la lo-fi, voire l'anti-folk. 
Paraît ensuite, en 1967, Godz 2. Cette fois, le son du groupe s'électrifie sur plusieurs morceaux, et une chanson comme Radar Eyes les rapproche du garage rock, digne des compilations Nuggets (13th Floor Elevators, The Seeds...) Dans les notes de pochette, une petite BD définit le style des Godz : Tribal Organic Music. Un disque à ranger à côté de Trout Mask Replica de Captain Beefheart. Jay Dillon quitte le groupe en 1968. Les trois rescapés enregistrent néanmoins The Third Testament. À l'instar de Red Crayola sur The Parable of Arable Land, les Godz ouvrent les portes du studio à leurs amis, qui les accompagnent avec toutes sortes d'instruments sur plusieurs morceaux, sous le nom de The Multitude, ou The Dogz. L'album propose aussi des chansons folk étranges et quelques autres bizarreries (comme d'énumérer l'alphabet avec un mot correspondant à chaque lettre, ou d'imiter des cris d'animaux). En 1973, le groupe enregistre un dernier album, Godzundheit,, avant de se séparer.
En 2005, le groupe annonce son retour et réapparait deux ans plus tard en 2007 avec une formation composée de Jim McCarthy, Larry Kessler, et Paul Thornton. En 2015, The Godz commence à enregistrer un nouvel album. Les singles Hungry for Love et America sont extraits des sessions. En 2018, est annoncé pour les festivals Sowebo et Charles Village.

## Membres
- Jim McCarthy - chant, guitare, flûte, harmonica
- Paul Thornton - chant, guitare, batterie, maracas
- Jay Dillon - chant, autoharpe
- Larry Kessler - chant, violon, guitare basse

## Discographie

### Albums studio
- 1966 : Contact High wit da Godz (ESP-Disk)
- 1967 : Godz 2 (ESP-Disk)
- 1969 : The Third Testament (ESP-Disk)
- 1973 : Godzundheit (ESP-Disk)
- 2014 : Gift from the Godz (Manta Ray Records)

### Compilation
- 2012 : Remastered (Manta Ray Records)